# Drew Gulak
 (juillet 2021).
Drew Gulak (né le 28 avril 1987 à Philadelphie en Pennsylvanie) est un catcheur (lutteur professionnel) américain. Il travaille actuellement sur le circuit indépendant. 
Il est principalement connu pour travailler sur le circuit indépendant américain à la Combat Zone Wrestling (CZW) l'Evolve Wrestling et à la Pro Wrestling Guerrilla (PWG).
Au cours de sa carrière, il remporte à deux reprises le championnat du monde par équipe de la CZW avec Andy Sumner, le championnat Télévision câblé de la CZW et le championnat du monde poids-lourds de la CZW et a donc la Triple Couronne dans cette fédération. Il a aussi détenu le championnat par équipe de l'Evolve avec Tracy Williams.

## Jeunesse
Gulak a trois frères et fait partie de l'équipe de lutte de son lycée à Philadelphie.

## Carrière

### Combat Zone Wrestling (2005-2016)
Gulak et un de ses frères commencent à s'entraîner à l'école de catch de la Combat Zone Wrestling (CZW) en août 2004 auprès de Chris Hero, Mike Quackenbush (en) et Skayade. À 17 ans, il aide la CZW à organiser un spectacle de catch dans son lycée. Il a lieu le 16 avril 2005 où il fait équipe avec DJ Hyde et ensemble ils battent Maven Bentley, Robby Mireno et Sabian,. 
Il fait équipe avec Andy Sumner et se font appeler la Team AnDrew et participent le 14 octobre 2006 au tournoi Last Team Standing où ils passent le premier tour après leur victoire sur Cheech et Cloudy avant de se faire éliminer par Justice Pain et Nick Gage en demi-finale.
Le 9 juin 2007, ils obtiennent une victoire sur Ruckus et Sabian qui sont alors les champions du monde par équipe de la CZW dans un match sans enjeu. Le 8 septembre au cours de Down With The Sickness III, ils interviennent durant le match de championnat par équipe opposant Ruckus et Sabian à Derek Frazier et Niles Young afin d'avoir leur chance pour le titre et deviennent les nouveaux champions. Ils perdent ce titre le 13 octobre face à Derek Frazier et Niles Young.
Lors de CZW Prelude To Violence 2, il perd le titre contre AR Fox.
Lors de CZW Tangled Web 6, il bat MASADA et remporte le CZW World Heavyweight Championship. Lors de Cage of Death XV, il conserve son titre contre Chris Hero. Lors de CZW 15th Anniversary Show, il perd contre A.J. Styles par disqualification et conserve son titre. Lors de Proving Grounds 2014, il perd le titre contre Biff Busick.

### Circuit indépendant (2004-2016)
Le 28 décembre 2014 lors de Beyond Ends Meet, il perd contre Tommaso Ciampa.

### CHIKARA (2005-2016)
En septembre 2016, il participe au King of Trios 2016 au sein de la Team #CWC aux côtés de Cedric Alexander et Johnny Gargano, mais ils sont éliminés du tournoi dès le premier tour à la suite de leur défaite contre Warriors Three (Oleg The Usurper, Princess KimberLee et The Estonian ThunderFrog).

### Dragon Gate USA (2012-2014)
Le 4 avril 2014 lors de Dragon Gate USA Open the Ultimate Gate 2014, il effectue son dernier match à la Dragon Gate USA en gagnant avec Chuck Taylor contre Green Ant et Fire Ant.

### EVOLVE (2012-2016)
Lors de Evolve 43, lui et Tracy Williams perdent contre Ronin (Johnny Gargano et Rich Swann) et ne remportent pas les Open The United Gate Championship.
Lors de Evolve 59, lui et Tracy Williams battent Johnny Gargano et Drew Galloway et remportent les Evolve Tag Team Championship.

### Pro Wrestling Guerrilla (2014-2016)
Il participe ensuite au Battle of Los Angeles 2015, où il perd contre Tommy End dans son match de premier tour et est éliminé du tournoi. Le lendemain, lui, Chuck Taylor, Aero Star, Drew Galloway et Trent battent Timothy Thatcher, Andrew Everett, Drago, Mark Andrews et Tommaso Ciampa.

### World Wrestling Entertainment (2016-2020)

#### Raw & 205 Live (2016)
Il fait ses débuts à la WWE, le 27 juillet en battant Harv Sihra dans le premier tour dans WWE Cruiserweight Classic. Le 24 août, il perd contre Zack Sabre, Jr. et se fait éliminer du WWE Cruiserweight Classic. 
Le 12 septembre, Drew Gulak & Tony Nese battent Lince Dorado & Kenneth Johnson. Le 14 septembre, il fait ses débuts à NXT en perdant contre Hideo Itami. 
Le 29 novembre à 205 Live, il fait équipe avec Tony Nese et perdent contre les Bollywood Boyz. 
Le 26 septembre, il fait ses débuts à Raw en perdant avec Lince Dorado contre Cedric Alexander et Rich Swann. Le 10 octobre, il débute une équipe avec Tony Nese en perdant contre Lince Dorado et Sin Cara. Lors de Main Event le 19 octobre, il perd contre Mustafa Ali .

#### Zo-Train (2017-2018)
Le 23 octobre à Raw, il fait équipe avec Enzo Amore, Tony Nese, Noam Dar et Ariya Daivari et ils perdent contre Kalisto, Rich Swann, Cedric Alexander, Gran Metalik et Mustafa Ali. Le 24 octobre à 205 Live, il bat Gran Metalik par soumission, après le match il est attaqué par Akira Tozawa alors qu'il tentait de casser le genou de Metalik. Le 30 octobre à Raw, il perd contre Kalisto . Le 31 octobre à 205 Live, il perd contre Akira Tozawa . Le 17 novembre à Raw, il fait équipe avec Enzo Amore et battent Kalisto et Akira Tozawa. Le 14 novembre à 205 Live, il perd contre Kalisto. Le 20 novembre à Raw, il perd avec Aritya Daivari, Tony Nese et Noam Dar contre Cedric Alexander, Rich Swann, Akira Tozawa et Mustafa Ali. Le 21 novembre à 205 Live, il perd un Street Fight contre Akira Tozawa. Le 28 novembre à 205 Live, Gulak et Tony Nese battent Cedric Alexander et Mustafa Ali. Le 4 décembre à Raw, il bat Tony Nese, Cedric Alexander et Mustafa Ali dans un Fatal-4 Way dont le gagnant affrontera Rich Swann pour déterminer le challenger numéro 1 au titre de Enzo Amore. Le 18 décembre à Raw, il perd contre Cedric Alexander et ne devient pas challenger au titre de Enzo Amore. Le 19 décembre à 205 Live, il perd contre Cedric Alexander. Le 25 décembre à RAW, il perd avec Ariya Daivari contre Akira Tozawa et Cedric Alexander. Le 26 décembre à 205 Live, ils perdent contre Cedric Alexander et Mustafa Ali. Le 1er janvier 2018 à Raw, il perd avec Ariya Daivari contre Goldust et Cedric Alexander. Le 2 janvier à 205 Live, ils perdent une nouvelle fois contre eux. Le 12 janvier à Main Event, ils perdent contre Akira Tozawa et Mustafa Ali. Le 16 janvier à 205 Live, il perd un match handicap avec Ariya Daivari et Tony Nese contre Goldust. Lors d'un Live Event le 27 janvier, il perd contre Cedric Alexander. Le 5 février à Raw, il fait équipe avec Tony Nese et ils perdent contre Cedric Alexander & Mustafa Ali.

#### Course au titre Cruiserweight (2018)
Le 13 février à 205 Live, il passe le premier tour du Cruiserweight Tournament en battant Tony Nese par soumission. Le 23 février lors d'un Live Event de Raw, Drew Gulak & Ariya Daivari perdent contre Kalisto & Gran Metalik.
Le 6 mars à 205 Live lors du deuxième tour du Cruiserweight Tournament, il s'avance dans le tournoi en battant Mark Andrews par soumission. Le 16 mars lors d'un Live Event, il perd contre Cedric Alexander. Le 20 mars à 205 Live, il est éliminé du Cruiserweight Tournament en demi-finale par Mustafa Ali. Le 26 mars à Raw, TJP et Drew Gulak perdent contre Cedric Alexander et Mustafa Ali. 
Le 5 avril lors de Wrestemania Axxess, il passe le premier tour du WWE UK invitational en battant Dan Matha. Le 10 avril à 205 Live, il bat Mark Andrews par soumission et continue de s'en prendre à lui après le match jusqu'à ce que Tony Nese ne vienne défendre Andrews. Le 24 avril à 205 Live, il perd un 5-Man Gauntlet match contre Kalisto, lors de ce match il élimine Mustafa Ali et Tony Nese par soumission, ce match impliquait aussi TJP,,. Le 27 avril lors du WWE Greatest Royal Rumble, il entre en 23ème position dans le Royal Rumble match mais se fait éliminer par Tucker Knight. Le 1er mai à 205 Live, il bat Kalisto par soumission. Le 15 mai à 205 Live, il perd avec James Drake et Joseph Conners contre Cedric Alexander, Mustafa Ali et Flash Morgan Webster,. Le 22 mai à 205 Live, il bat Gran Metalik par soumission.  
Le 29 mai à 205 Live, il accompagne The Brian Kendrick et Jack Gallagher formant une alliance avec ces derniers.   
Le 5 juin à 205 Live, il accompagne The Brian Kendrick au cours de son match contre Lince Dorado, après le match il tentera d'attaquer ce dernier mais il sera repoussé par Kalisto et Gran Metalik. Le 7 juin à Main Event, il bat Akira Tozawa. Le 12 juin à 205 Live, il perd avec Gentleman Jack Gallagher et The Brian Kendrick contre The Lucha House Party. Le 13 juin lors du premier tour du WWE United Kingdom Tournament, il perd contre Gentleman Jack Gallagher. Le 19 juin à 205 Live, il bat Lince Dorado par soumission en utilisant le Dragon Sleeper. Le 26 juin à 205 Live, il gagne avec Gentleman Jack Gallagher et The Brian Kendrick contre The Lucha House Party en faisant abandonner Kalisto.  
Le 17 juillet à 205 Live, accompagné par Kendrick et Gallagher, il bat Danny Garcia par soumission, plus tard, Drake Maverick annonce que Gulak participera à un Fatal-4 Way la semaine suivante dont le vainqueur obtiendra une chance pour le titre cruiserweight. Le 24 juillet à 205 Live, il obtient une chance pour le titre Cruiserweight en battant par soumission Mustafa Ali, ce match impliquait aussi TJP et Hideo Itami. 
Le 31 juillet à 205 Live, il signe son contrat pour affronter Cedric Alexander au Summerslam, plus tard il tentera d'attaquer ce dernier mais sera repoussé par Drake Maverick le général manager de 205 Live. La 14 août à 205 Live, il attaque Cedric Alexander. 
Le 19 août lors de Summerslam 2018, il perd contre Cedric Alexander et ne remporte pas le titre Cruiserweight. 
Le 3 septembre à Raw, il participe à une embuscade sur les membres du Shield. Le 4 septembre à 205 Live, il attaque Cedric Alexander, l'endormant avec son Dragon Sleeper. Le 11 septembre à 205 Live, Gallagher et Gulak battent Akira Tozawa et Cedric Alexander par soumission. Le 19 septembre à 205 Live (enregistré la veille), il perd contre Cedric Alexander et ne remporte pas le titre Cruiserweight.  
Le 3 octobre à 205 Live, Gallagher perd contre Akira Tozawa. Après le match, Gallagher et Drew Gulak attaquent The Brian Kendrick qu'ils accusent d'être le maillon faible de leur trio.  Le 17 octobre à 205 Live, il perd par disqualification contre Akira Tozawa après que ce dernier se soit fait attaquer par Gallagher. Gulak et Gallagher continuent de l'attaquer après le match mais il sera secouru par The Brian Kendrick.  
Le 14 novembre à 205 Live, Gulak & Gallagher battent Kendrick & Tozawa. Le 19 décembre à 205 Live, ils perdent au cours d'un Street Fight contre Tozawa et Kendrick.  

#### Retour en solo, apparitions àNXT, Cruserweight Champion & perte du titre (2019)
Le 6 février à NXT, Gulak bat Eric Bugenhagen. Après le match, il lance un open challenge auquel répond Matt Riddle contre qui Gulak perd par soumission. Le 29 mai à NXT, il perd contre KUSHIDA. Plus tard, il annonce qu'il veut affronter KUSHIDA dans un match de soumission afin de déterminer qui est le vrai spécialiste de la soumission. Le 24 juin lors du pré-show à Stomping Grounds, il devient le nouveau champion Cruiserweight en battant Akira Tozawa & Tony Nese dans un Triple Threat Match. Le 16 septembre à Clash of Champions, il conserve son titre en battant Humberto Carrillo & Lince Dorado dans un Triple Threat Match. Le 9 octobre à NXT, il perd son titre face à Lio Rush.

#### Draft àSmackDown,alliance avec Daniel Bryan &Face Turnet départ (2019-2020)
Le 18 octobre à SmackDown, il débarque dans le show bleu en se présentant comme ancien champion Cruiserweight et expert des sports de combat par excellence. Il est ensuite interrompu par Braun Strowman, contre qui il perd son premier combat. 
Le 8 mars 2020 à Elimination Chamber, il perd face à Daniel Bryan. Le 13 mars à SmackDown, il accompagne Daniel Bryan, puis assiste à sa victoire face à Cesaro. Il lui vient ensuite en aide lorsque Shinsuke Nakamura l'attaque, effectuant ainsi un Face Turn.  
Le 4 avril lors du pré-show à WrestleMania 36, il perd face à Cesaro. Plus tard dans la soirée, il ne peut empêcher la défaite de Bryan face à Sami Zayn, dont le match avait pour enjeu le titre Intercontinental. Le 16 mai 2020, il quitte la WWE.

### Retour à la World Wrestling Entertainment (2020-2024)

#### Retour àSmackDown(2020)
Le 26 mai, il est annoncé qu'il a signé un nouveau contrat avec la WWE et est de retour dans le roster de SmackDown. Le 5 juin à SmackDown, il bat AJ Styles dans un match sans enjeu. Le 27 septembre à Clash of Champions, il devient nouveau Champion 24/7 en effectuant le tombé sur R-Truth, avant de perdre le titre, plus tard dans la soirée, en subissant le tombé de ce dernier.

#### Multiples rivalités puis départ (2020-2024)
Le 13 octobre, il est transféré au show rouge. Le 25 octobre lors du pré-show à Hell in a Cell, il ne remporte pas le titre 24/7, battu par R-Truth. Le 2 novembre à Raw, il devient le nouveau champion 24/7 en effectuant le tombé sur R-Truth, après la défaite de ce dernier par soumission face à Bobby Lashley. La semaine suivante à Raw, il perd le titre 24/7 en subissant un tombé d'R-Truth, après avoir été attaqué par le Hurt Business. Plus tard dans la soirée, il ne remporte pas le titre, battu par Akira Tozawa dans un Fatal 7-Way Match. Il récupère le titre en faisant un tombé sur Erik, mais le perd rapidement sur un tombé de Tucker. Le 21 décembre à Raw, il perd face à Angel Garza, qui effectuait son retour. 
Le 9 avril 2021 à SmackDown special WrestleMania, il ne remporte pas la Andre the Giant Memorial Battle Royal, gagnée par Jey Uso.
En 2024, son contrat n'est pas renouvelé au sein de la grande fédération dans un contexte tendu, le catcheur étant accusé de comportements déplacés vis-à-vis de Ronda Rousey et d'autres talents,.

## Palmarès
- Beyond Wrestling
  - Tournament For Tomorrow 3:16 (2014) avec Biff Busick

- Championship Wrestling from Hollywood
  - 1 fois CWFH Heritage Tag Team Championship avec Timothy Thatcher

- Chikara
  - 1 fois CHIKARA Campeonatos de Parejas avec Fire Ant
  - King of Trios (2011) avec Fire Ant et Green Ant
  - Tag World Grand Prix (2008) avec Fire Ant
  - Torneo cibernetico (2018)

- Combat Zone Wrestling
  - 1 fois CZW World Heavyweight Championship
  - 2 fois CZW World Tag Team Championship avec Andy Sumner
  - 1 fois CZW Wired TV Championship
  - Chris Cash Memorial Battle Royal (2005)
  - 5e CZW Triple Crown Champion

- Dramatic Dream Team
  - 1 fois Ironman Heavymetalweight Championship[86]

- Evolve Wrestling
  - 1 fois Evolve Tag Team Championship avec Tracy Williams
  - Style Battle Tournament (2013)

- New York Wrestling Connection
  - Master of the Mat (2014)

- United Wrestling Network
  - 1 fois UWN Tag Team Championship avec Timothy Thatcher

- World Wrestling Entertainment
  - 1 fois WWE Cruiserweight Championship
  - 8 fois WWE 24/7 Championship

## Récompenses des magazines
- Pro Wrestling Illustrated

| Année | 2007 | 2008 | 2009 à 2011 | 2012 | 2013 | 2014 | 2015 | 2016 | 2017 | 2018 | 2019 | 2020 | 2021 |
| ----- | ---- | ---- | ----------- | ---- | ---- | ---- | ---- | ---- | ---- | ---- | ---- | ---- | ---- |
| Rang  | 442  | 431  | Non classé  | 345  | 342  | 89   | 132  | 118  | 207  | 95   | 87   | 60   | 363  |